# Babakale

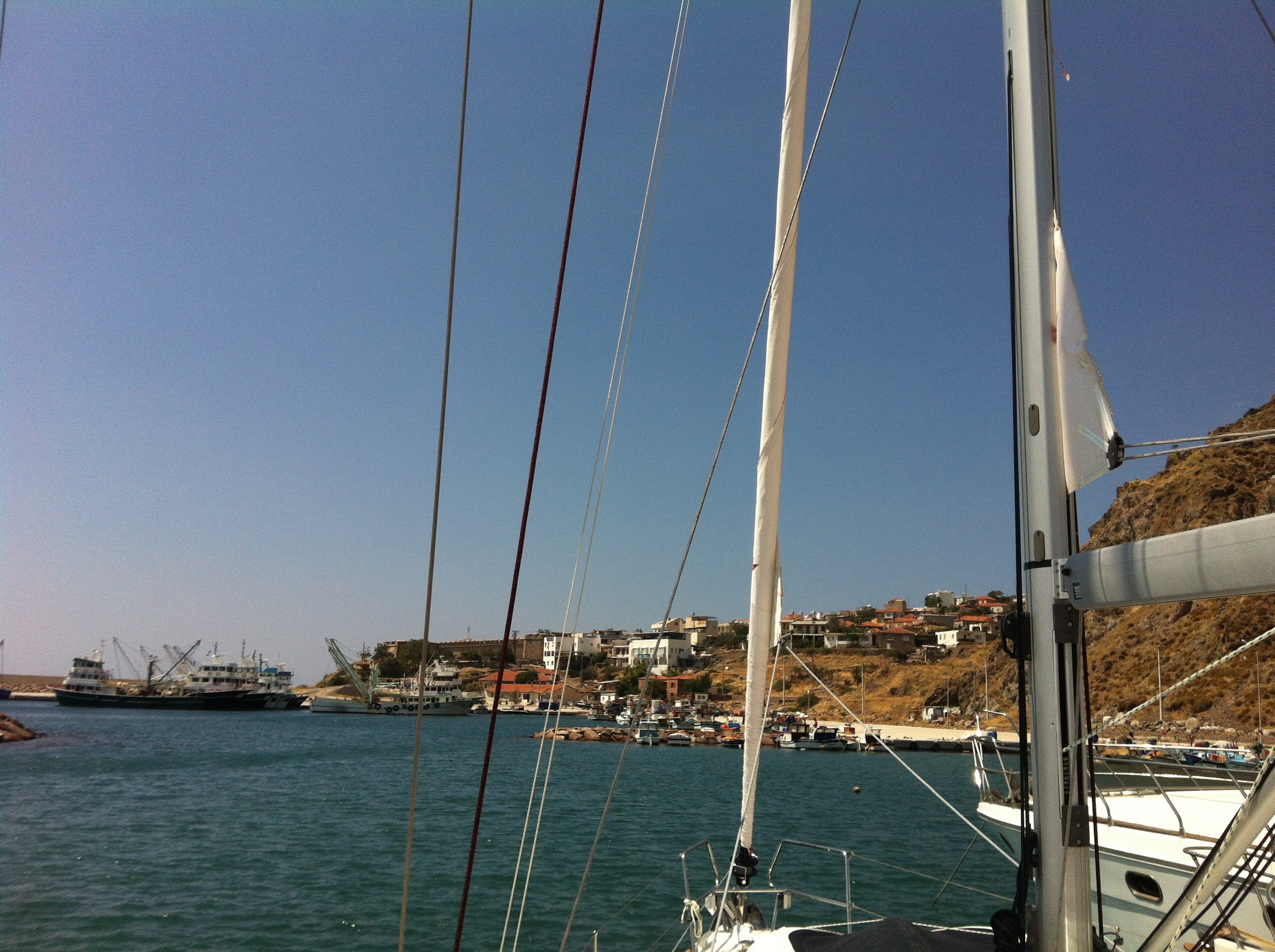
Ortsansicht von der Seeseite

Babakale (türkisch für Vaters Burg) ist eine Festung und ein Ort im Landkreis Ayvacık in der türkischen Provinz Çanakkale. Es liegt in der antiken Landschaft Troas am Kap Baba (türkisch Bababurun, in der Antike Kap Lekton, altgriechisch Λεκτόν), neun Kilometer südwestlich von Gülpınar, am westlichsten Punkt des kleinasiatischen Festlands. Damit ist Babakale auch der westlichste Festlandpunkt des Kontinents Asien.
Die Einwohner ernähren sich hauptsächlich vom Fischfang, Olivenanbau und in geringem, aber zunehmenden Maß vom Tourismus.

## Geschichte
Auf dem antiken Kap Lekton soll sich ein Altar befunden haben, von dem jedoch keinerlei Spuren mehr erhalten sind. Piri Reis vermerkte um 1520 am Kap Lekton (damals Emek Yemez Burnu) das Grab eines Seemanns namens Peksimetyemez Latif Baba (Baba türkisch für Vater), dem die Seefahrer bei der Vorbeifahrt ihre Referenz erwiesen. Nach ihm, dessen Grab sich in der Festung befindet, wurden Festung und Dorf dann Babakale genannt.
Ausgangspunkt der Siedlung ist die Festung, die 1725/26 durch den Kapudan Pascha im Wesirsrang Kaymak Mustafa Pascha, in der Regierungszeit Sultans Ahmet III., der sogenannten Tulpenzeit, als Schutz gegen Seeräuber gebaut wurde. Es ist die letzte osmanische Festung, die in der Türkei gebaut wurde.
Heinrich Schliemann beschrieb das Dorf 1881 als von Türken bewohnt mit 150 Häusern.

## Festung von Babakale

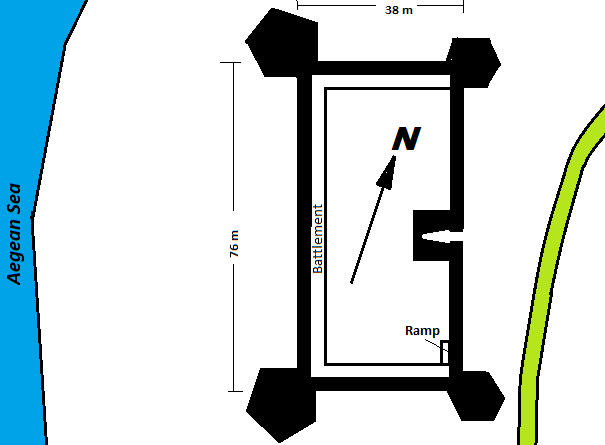
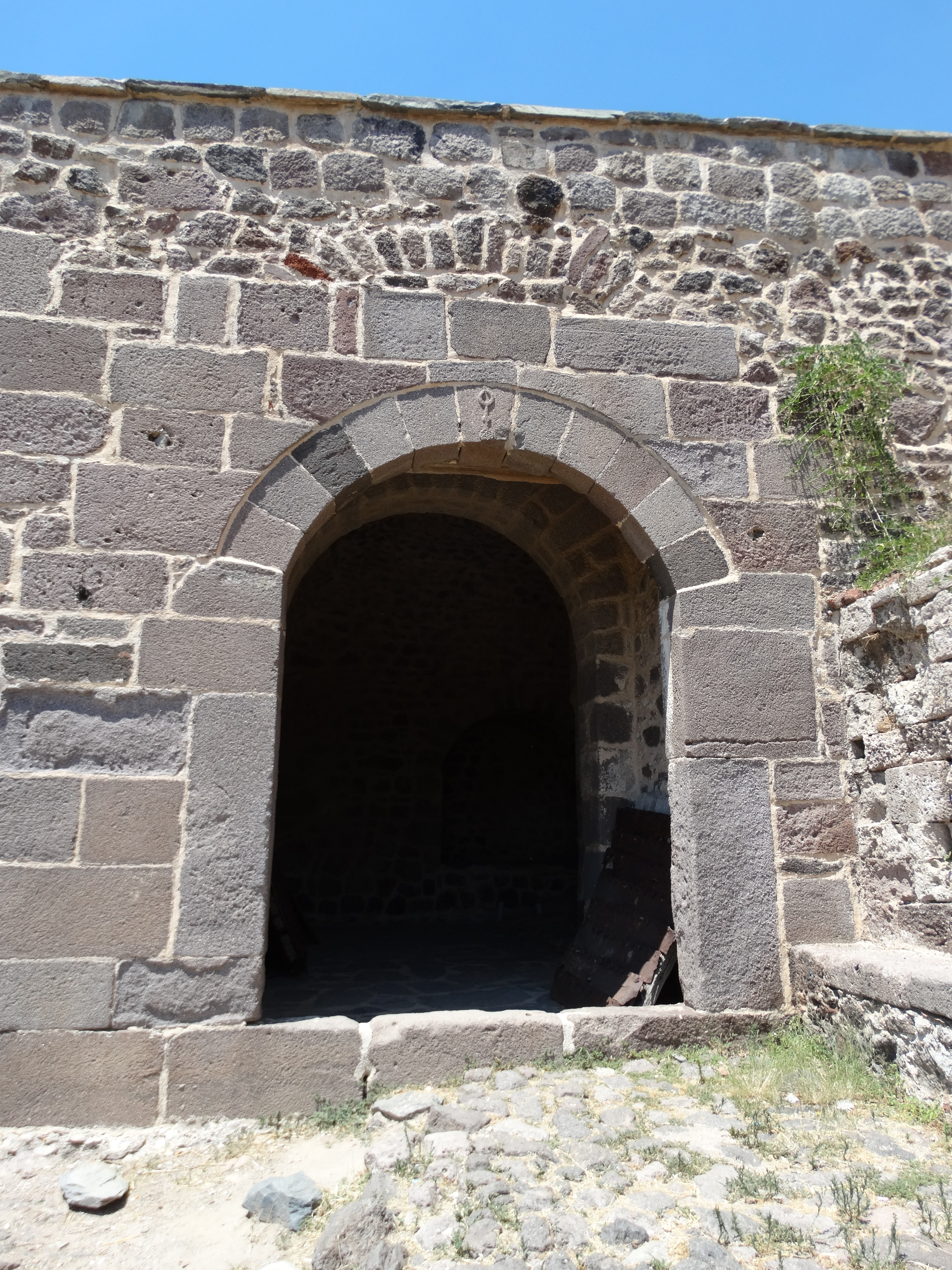
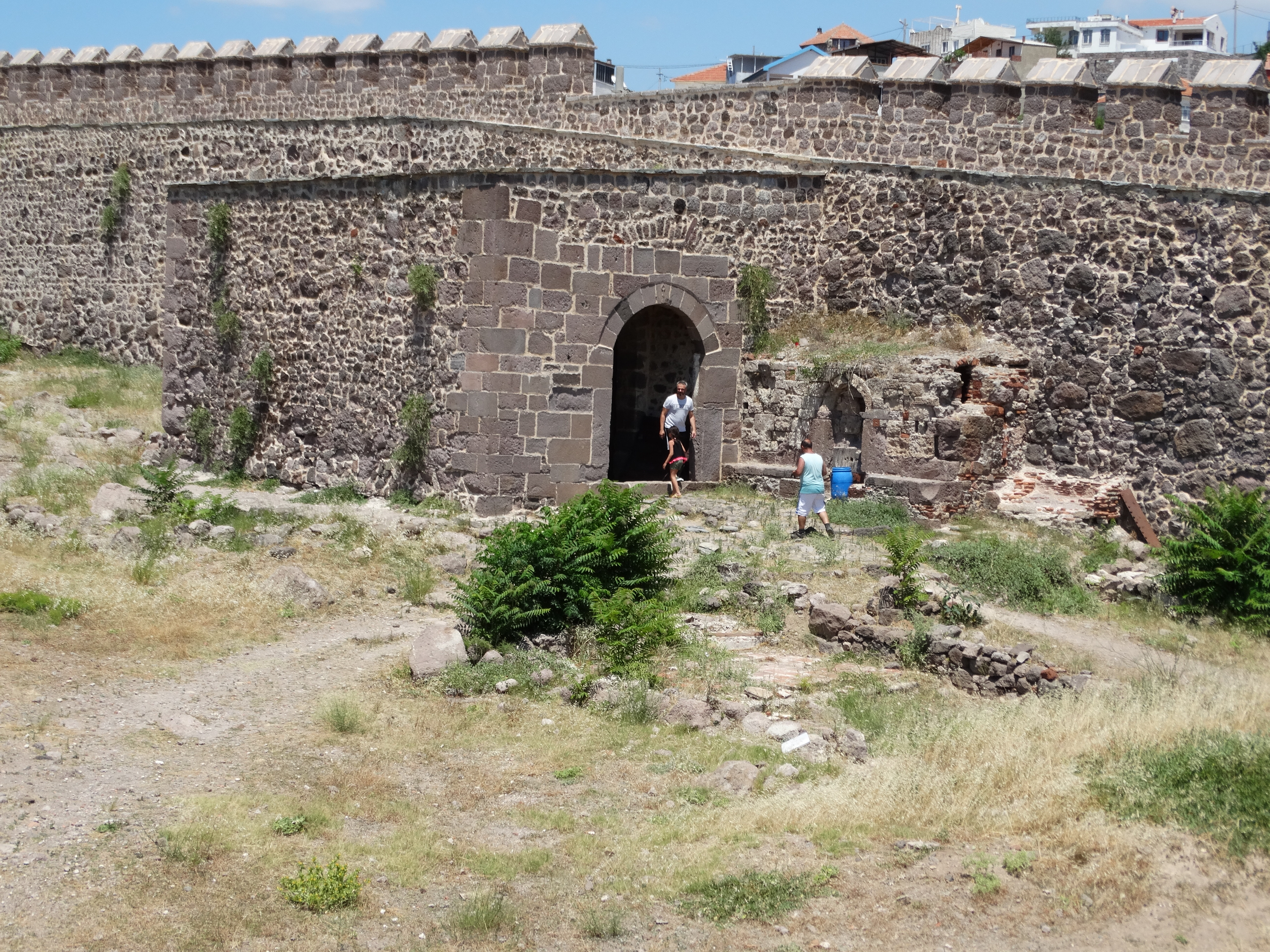
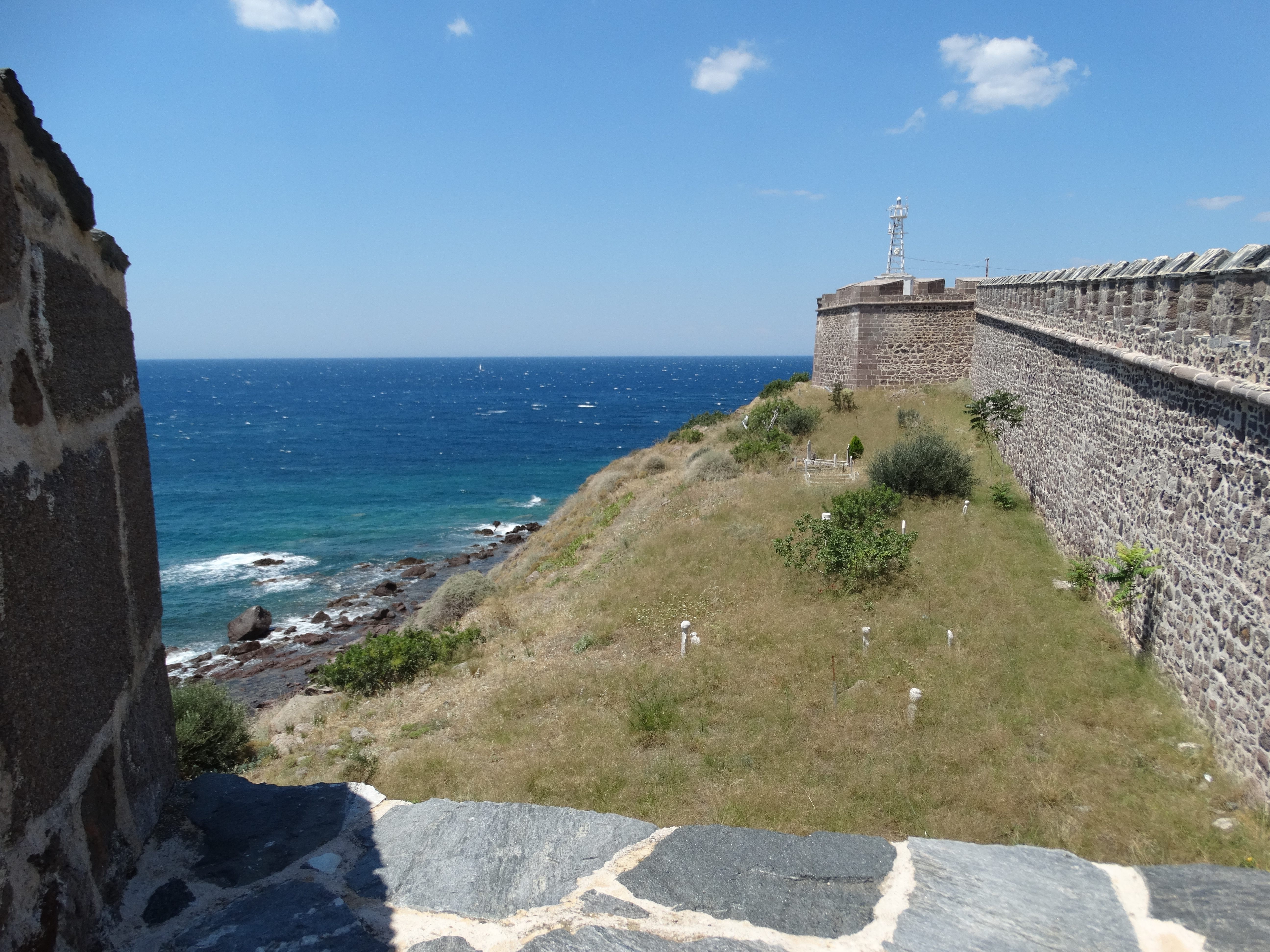